# 瓦尔德布赖特巴赫
瓦尔德布赖特巴赫是德国莱茵兰-普法尔茨州的一个市镇。总面积6.39平方公里，总人口1825人，其中男性796人，女性1029人（2011年12月31日），人口密度286人/平方公里。